# Kitab al-Huda
Il Kitab al-Huda (lett. "Il libro della guida") è una raccolta anonima di canoni, leggi, regole liturgiche e brevi trattati teologici relativi a problemi trinitari e cristologici, scritta in lingua siriaca.
Nell'XI secolo il vescovo maronita Dawud (Davide) tradusse il Kitab al-Huda dal siriaco all'arabo; in quanto i maroniti avevano mantenuto l'uso della lingua siriaca più a lungo di molte altre comunità cristiane.